# Grand Rapids Rampage
Die Grand Rapids Rampage waren ein Arena-Football-Team aus Grand Rapids, Michigan, das in der Arena Football League (AFL) spielte. Ihre Heimspiele trugen die Rampage in der Van Andel Arena aus.

## Geschichte
Die Rampage wurden 1998 gegründet. Sie erreichten in ihrer Franchisegeschichte sechs Mal die Playoffs. 2001 krönten sich die Rampage zum ArenaBowl Champion. 
In ihrer letzten Spielzeit zogen sie trotz nur sechs Siegen und acht Niederlagen nochmals bis in die Conference Finals ein, scheiterten dort aber gegen die San Jose SaberCats.
Einer der Meisterspieler 2001 war Terrill Shaw, der neben einigen Engagements in der NFL auch 2002 im Trainingscamp der Berlin Thunder in der NFL-Europe vorspielte.
Zum Ende der Saison 2008 wurden die Rampage aufgelöst.

## Saisonstatistiken
| Jahr | Team                 | Liga | S  | N  | Playoffs erreicht | Playoffrunde |
| ---- | -------------------- | ---- | -- | -- | ----------------- | --- |
| 1998 | Grand Rapids Rampage | AFL  | 3  | 11 | nein              | |
| 1999 | Grand Rapids Rampage | AFL  | 8  | 6  | ja                | N Viertelfinale gg. Albany Firebirds 45:55                                                                                    |
| 2000 | Grand Rapids Rampage | AFL  | 6  | 8  | ja                | N Wild Card Round gg. Nashville Kats 14:57                                                                                    |
| 2001 | Grand Rapids Rampage | AFL  | 11 | 3  | ja                | S Viertelfinale gg. Chicago Rush 53:12 S Halbfinale gg. Indiana Firebirds 83:70 S ArenaBowl XV gg. Nashville Kats 64:42       |
| 2002 | Grand Rapids Rampage | AFL  | 8  | 6  | ja                | N Wild Card Round gg. Carolina Cobras 64:72                                                                                   |
| 2003 | Grand Rapids Rampage | AFL  | 8  | 8  | ja                | N Wild Card Game gg. Detroit Fury 54:55                                                                                       |
| 2004 | Grand Rapids Rampage | AFL  | 1  | 15 | nein              | |
| 2005 | Grand Rapids Rampage | AFL  | 4  | 12 | nein              | |
| 2006 | Grand Rapids Rampage | AFL  | 5  | 11 | nein              | |
| 2007 | Grand Rapids Rampage | AFL  | 4  | 12 | nein              | |
| 2008 | Grand Rapids Rampage | AFL  | 6  | 10 | ja                | S Wild Card Round gg. Arizona Rattlers 48:41 S Viertelfinale gg. Chicago Rush 58:41 N Halbfinale gg. San Jose SaberCats 55:81 |

## Zuschauerentwicklung
| Jahr | Team                 | Zuschauerdurchschnitt |
| ---- | -------------------- | --------------------- |
| 1998 | Grand Rapids Rampage | 9.666                 |
| 1999 | Grand Rapids Rampage | 9.034                 |
| 2000 | Grand Rapids Rampage | 8.424                 |
| 2001 | Grand Rapids Rampage | 8.556                 |
| 2002 | Grand Rapids Rampage | 9.905                 |
| 2003 | Grand Rapids Rampage | 9.674                 |
| 2004 | Grand Rapids Rampage | 7.469                 |
| 2005 | Grand Rapids Rampage | 7.490                 |
| 2006 | Grand Rapids Rampage | 6.003                 |
| 2007 | Grand Rapids Rampage | 6.549                 |
| 2008 | Grand Rapids Rampage | 7.189                 |